# Oriol Junyent
Oriol Junyent Monuera (Sabadell, Barcelona; 1 de julio de 1976) es un exbaloncestista español de 2,08 metros y que su posición habitual en la cancha es la de pívot.

## Trayectoria deportiva
Comenzó a jugar al baloncesto en la cantera del equipo de baloncesto del Club Natació Sabadell, marchando después a las categorías inferiores del F.C. Barcelona.
Durante las temporadas 1995-1997 juega en la liga EBA con el club Llobregat Cornellà, equipo vinculado del F.C. Barcelona. Esas temporadas también juega también partidos en Liga ACB con el F.C Barcelona.
Ha sido internacional con las selecciones junior, sub-22 y absoluta, con la que debutó en el pre-europeo de Francia de 1999, frente a Inglaterra, anotando 12 puntos. 
Ha ganado un títulos de liga ACB y una Copa Korać con el F.C. Barcelona, y una medalla de bronce en el Campeonato del Mundo Junior de Atenas en el 1995.
Participó en el ACB All Star de Granada en 1997.
En la temporada 2001/02 con el CB Granada superó los 10 rebotes de media por partido, equipo en el que, títulos aparte, ha dado sus dos temporadas de mayor calidad como jugador de baloncesto.
Para la temporada 2007/08 fichó por el Ciudad de Huelva de la liga LEB, hasta que en el mes de febrero, ante el impago de su equipo pasa a jugar con el MMT Estudiantes, histórico equipo de la capital, que tiene su sede en el instituto Ramiro de Maeztu y estadio en el Madrid Arena.
En la temporada 2009-2010 milita en tres equipos profesionales, con contratos temporales, dos de la
liga ACB, con el CB Valladolid y el Xacobeo Blu:Sens y en el CAI Zaragoza de la liga LEB Oro.
En abril de 2015 anuncia su retirada del baloncesto en activo tras no poderse recuperar de una grave lesión en el ligamento cruzado anterior de la rodilla derecha ocurrida en un partido disputado ante el Club Joventut de Badalona, el 22 de febrero del año anterior.

## Clubes
| Temporadas | Club                             | Liga             | País   |
| ---------- | -------------------------------- | ---------------- | ------ |
| 1993-1995  | C.B. Fernán Núñez                | Segunda División | España |
| 1995-1997  | C. Llobregat Cornellà            | EBA              | España |
| 1995-1997  | F.C. Barcelona                   | ACB              | España |
| 1997-1998  | Coviran Sierra Nevada            | ACB              | España |
| 1998-1999  | F.C. Barcelona                   | ACB              | España |
| 1999-2001  | Jabones Pardo Fuenlabrada        | LEB              | España |
| 2001-2002  | CB Granada                       | ACB              | España |
| 2002-2003  | CB Lucentum Alicante             | ACB              | España |
| 2003-2006  | CB Etosa Alicante                | ACB              | España |
| 2006-2007  | CB Granada                       | ACB              | España |
| 2007-2008  | Club Baloncesto Ciudad de Huelva | LEB Oro          | España |
| 2007-2009  | MMT Estudiantes                  | ACB              | España |
| 2009-2010  | CB Valladolid                    | ACB              | España |
| 2009-2010  | Xacobeo Blu:Sens                 | ACB              | España |
| 2009-2010  | CAI Zaragoza                     | LEB Oro          | España |
| 2010-2011  | Obradoiro CAB                    | LEB Oro          | España |
| 2011-2012  | Obradoiro CAB                    | ACB              | España |
| 2012-2013  | Obradoiro CAB                    | ACB              | España |
| 2013-2014  | Obradoiro CAB                    | ACB              | España |

## Palmarés

### Selección nacional
| Año  | Título            | Campeonato                                       |
| ---- | ----------------- | ------------------------------------------------ |
| 1995 | Medalla de bronce | Campeonato del Mundo Junior de Atenas en el 1995 |

### Clubes
- 1996  y 1999,  ACB. F. C. Barcelona. Campeón.
- 1999. Copa Korac.  F. C. Barcelona. Campeón.
- 2009-2010. CAI Zaragoza. LEB Oro. Campeón y ascenso a ACB
- 2010-11. Obradoiro CAB. Copa Príncipe. Campeón
- 2010-11. Monbús Obradoiro CAB. LEB Oro. Campeón del playoff y ascenso